# Perverse et Docile
Pour plus de détails, voir Fiche technique et Distribution.
Perverse et Docile est un film franco-belge réalisé par Jean-Louis van Belle, sorti en 1971.

## Fiche technique
- Titre : Perverse et docile
- Autre titre : Une femme tue
- Réalisation : Jean-Louis van Belle, assisté de Bertrand Van Effenterre
- Scénario et dialogues : Jean-Louis van Belle
- Photographie : Jacques Grévin
- Son : Claude van Belle
- Musique : Gil Dayvis
- Montage : Jean-Louis van Belle
- Sociétés de production : Cinévision - Productions Jauniaux - Société nouvelle des acacias
- Pays d'origine :  France -  Belgique
- Durée : 90 minutes
- Date de sortie : France, 27 octobre 1971

## Distribution
- Carole Lebel : Françoise Frémont
- Albert Simono : John Greenfield
- Paul Descombes : Karl Mohr
- Claude Beauthéac : François Ficheux
- Katia Tchenko : Hina
- Christian Duc : Christian Belmont
- Charles Martin : le couturier romain
- Christian Roche
- Claudine Duval